# Famille de Marillac
La famille de Marillac est une une ancienne maison d'extraction nobiliaire, originaire du Puy-de-Dôme et qui s'est éteinte en 1893.
Elle compta un maréchal de France, deux évêques et une sainte catholique.

## Histoire
Les Marillac prétendirent être issus de l'ancienne famille de Marlac dont la filiation remonte au XIVe siècle, prétention qui est notamment relayée par Jougla de Morenas.
Cette famille s'illustra particulièrement au cours du XVIIe siècle, pendant lequel Bertrand et Charles devinrent respectivement évêque de Rennes et archevêque de Vienne et au XVIIIe siècle, au cours duquel Michel, le garde des Sceaux, et son frère, Louis, le Maréchal prirent part à la journée des Dupes afin de renverser le cardinal de Richelieu. Ce fut toutefois un échec et les deux frères furent exécutés en 1632 marquant ainsi la fin de l'ascension de la maison de Marillac.  
Celle-ci s'éteindra en 1893, à la mort de Françoise Louise de Marillac.  

## Filiation
- Gilbert ( - 1511), seigneur de Saint-Genès-de-Retz
  - Guillaume
    - Bertrand ( - 1573), évêque de Rennes
    - Charles (1510 - 1560), archevêque de Vienne
    - Guillaume (1521 - 1573), contrôleur général des finances
      - Louis (1557 - 1604), Conseiller au Parlement de Paris, seigneur de Ferrières en Brie de Villiers-Adam
        - Sainte Louise de Marillac (1591 - 1660)

      - Michel (1560 - 1632), Garde des Sceaux de France
        - René (1588 - 1621), maître des requêtes
          - Michel ( -  1684), maître des requêtes
            - René (1638 - 1719), intendant de Rouen

      - Louis (1572 - 1632), Maréchal de France

## Armorial
|  | D'argent, muraillé de sable, de sept carreaux, 2, 3, 2, celui du centre chargé d'un croissant de gueules, et les autres de six merlettes de sable. Blason adopté par Guillaume de Marillac et porté par la majorité des membres connus de cette famille. |
|  | D'argent maçonné de sable de sept pièces, 2, 3, 2, à six merlettes de sable en orle, et en cœur un croissant d'or.Ces armes ont été adoptées par l'évêque Bertrand de Marillac qui est le seul à les avoir portées.                                      |
|  | D'argent maçonné de sable de sept pièces, 2, 3, 2, à six merlettes de sable en orle.Armes anciennes de la famille portées par Gilbert de Marillac et reprises par Charles de Marillac.                                                                   |

## Alliances
Les principales alliances de la famille sont : de La Forest (1480), d'Aspremont (1615), Motier de La Fayette (1689), de Médicis (1607), etc.